# Microryzomys altissimus
Microryzomys altissimus is een zoogdier uit de familie van de Cricetidae. De wetenschappelijke naam van de soort werd voor het eerst geldig gepubliceerd door Osgood in 1933.